# Rapido (party)

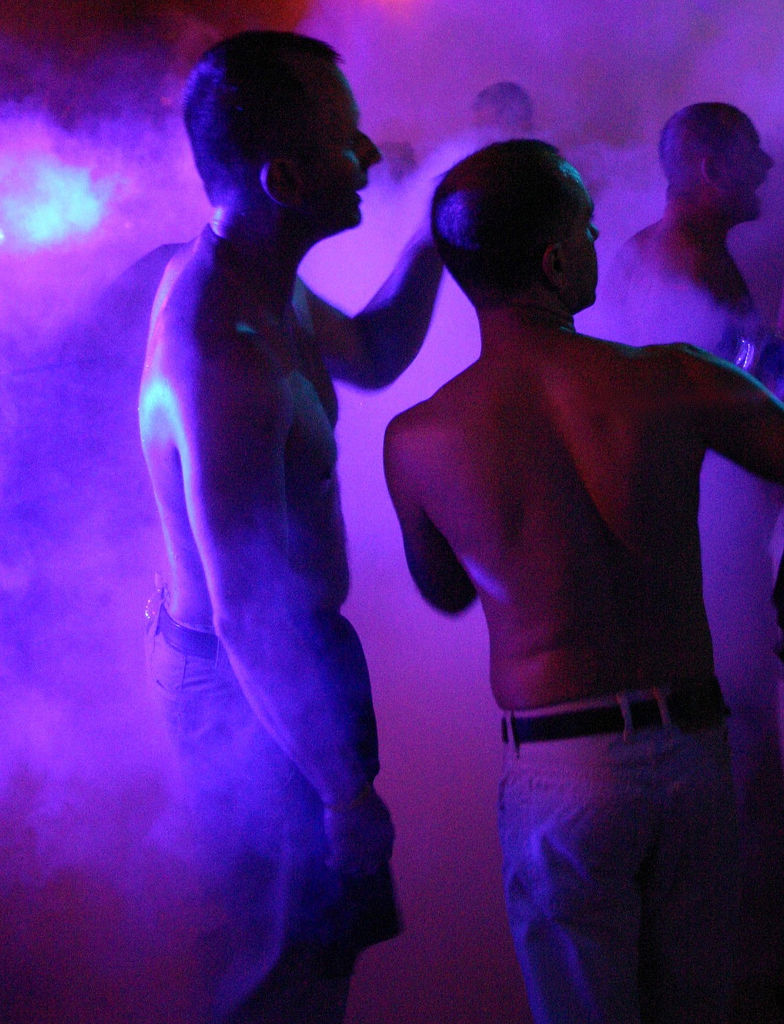
Typerend beeld van een circuit party als Rapido, hier tijdens een andere party in 2005 in Atlanta

Rapido is een Nederlandse circuit party voor homoseksuele mannen, die sinds 2004 eens per kwartaal in Amsterdam gehouden wordt en ook veel buitenlandse bezoekers trekt. Een kleinere versie onder de naam Funhouse vindt maandelijks plaats.

## Edities
Rapido wordt viermaal per jaar gehouden in het Amsterdamse poppodium Paradiso. De twee grootste edities zijn tijdens Koningsdag en de Amsterdam Gay Pride, de andere twee zijn in september en november. In 2008 trok de Gay Pride-editie zo'n 1400 bezoekers, die voor 80% afkomstig waren uit het buitenland. Als kleinere versie van Rapido is er een apart feest onder de naam Funhouse dat maandelijks plaatsvindt in Westerunie, een club op het terrein van de Westergasfabriek.

## Karakter
Rapido is een zogeheten circuit party, een type dansfeest dat in meerdere grote steden in de wereld gehouden wordt en waar nagenoeg uitsluitend homoseksuele mannen op af komen. Deze feesten zijn doorgaans groots opgezet, er draaien populaire dj's en de bezoekers combineren het vaak met een vakantie. Tijdens deze feesten danst men meestal schaarsgekleed of met ontbloot bovenlichaam en worden drugs gebruikt, wat ook de drempel tot (onveilige) seksuele interactie verlaagt. Een vergelijkbare Belgische circuit party is La Demence.

## Geschiedenis
Rapido werd in 2004 opgezet door Edgar Bonte, die voorheen werkzaam was als moleculair bioloog, maar uit onvrede over het bestaande uitgaansaanbod in Amsterdam een vergelijkbaar internationaal homofeest wilde creëren als hij uit het buitenland kende. De naam Rapido ontleende Bonte aan een in 2004 bekend dancenummer, is internationaal makkelijk uit te spreken en geeft goed de sfeer van het feest weer.
Vanwege de goede bereikbaarheid en de hotelcapaciteit werden de eerste twee edities van Rapido in Brussel gehouden, maar dat bleek qua taal en logistiek tamelijk problematisch. Sindsdien wordt Rapido in Paradiso gehouden. Enkele keren was het op een grotere locatie, maar dat bleek de vaste bezoekers niet te bevallen. Ook niet praktisch bleken acts met bijvoorbeeld steltlopers in het publiek; deze werden vervangen door lasershows en ander visueel entertainment.
In 2013 nam Edgar Bonte homodiscotheek Club Fuxxx (voorheen bekend als de Cockring) in de Amsterdamse Warmoesstraat over en heropende die op 11 juli van dat jaar onder de naam The Warehouse. De nieuwe club moest geen kopie van Rapido worden, maar er zouden wel enkele Rapido-dj's draaien. De zaak moest voor een breed publiek toegankelijk en nadrukkelijk geen fetishclub zijn. Daarom werd alleen de bovenste verdieping "men only" en waren in de rest van de zaak ook vrouwen welkom. The Warehouse werd per 1 maart 2016 gesloten na klachten over geluidsoverlast.